# 영천 공덕동 삼층석탑
영천 공덕동 삼층석탑(永川 公德洞 三層石塔)은 대한민국 경상북도 영천시 화북면 공덕리에 있는 삼층석탑이다. 1985년 8월 5일 경상북도의 문화재자료 제103호로 지정되었다.

## 개요
동덕사라는 절에 있던 3층 석탑으로, 절이 없어진 후 서씨 문중 소유인 송계정사에 옮겨졌다가 1973년 동네 입구로, 1974년 다시 지금의 자리로 옮겨 왔다.
형태는 1층 기단(基壇) 위에 3층 탑신(塔身)을 올린 모습이다. 탑신의 몸돌은 모서리마다 기둥모양을 조각하였다. 지붕돌은 두툼하며, 밑면에 4단의 받침을 두었다.
두툼하게 조각된 지붕돌 솜씨로 보아 고려시대에 세운 것으로 보인다.

## 현지 안내문
이 탑은 고려시대의 3층 석탑으로 높이는 2.4m이다. 여러 번 옮겨 세워졌다가 1974년 이곳에 다시 옮겨졌다. 단층기단에 3층 몸돌을 올린 형식으로 지대석은 2매의 판석을 결합시켜 1단 괴임을 각출했으며, 면석은 없고 덮개돌이 바로 놓인 양식의 기단이다. 몸돌에는 모서리기둥을 세겼으며 지붕돌은 4단 받침으로 되어 1단의 괴임을 각출했다. 이 탑은 지붕돌의 낙수면이 짧고 육중한 조각솜씨로 보아 고려시대에 조성된 일반형 석탑으로 보인다.

## 참고 자료
- 영천공덕동삼층석탑 - 국가유산청 국가유산포털